# Ali Amini

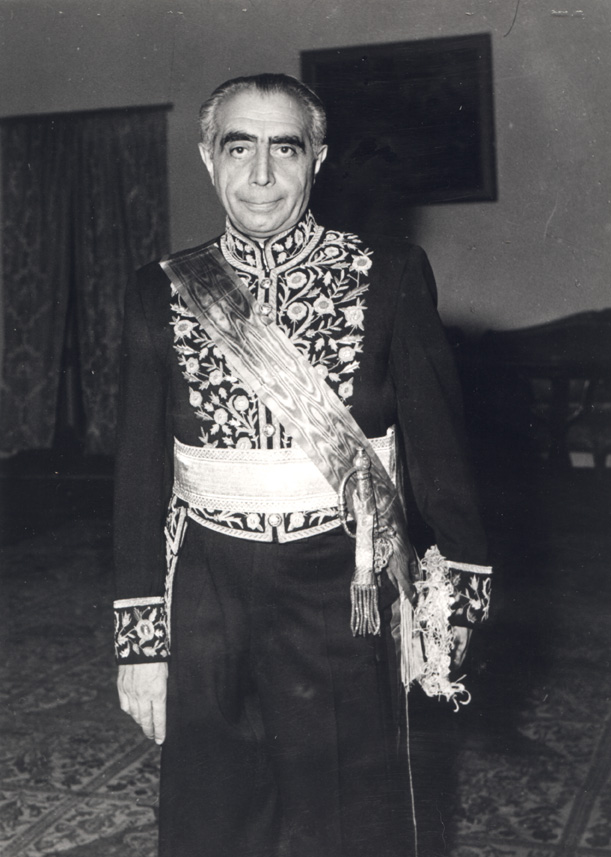
Ali Amini als Premierminister von Iran in Hofuniform

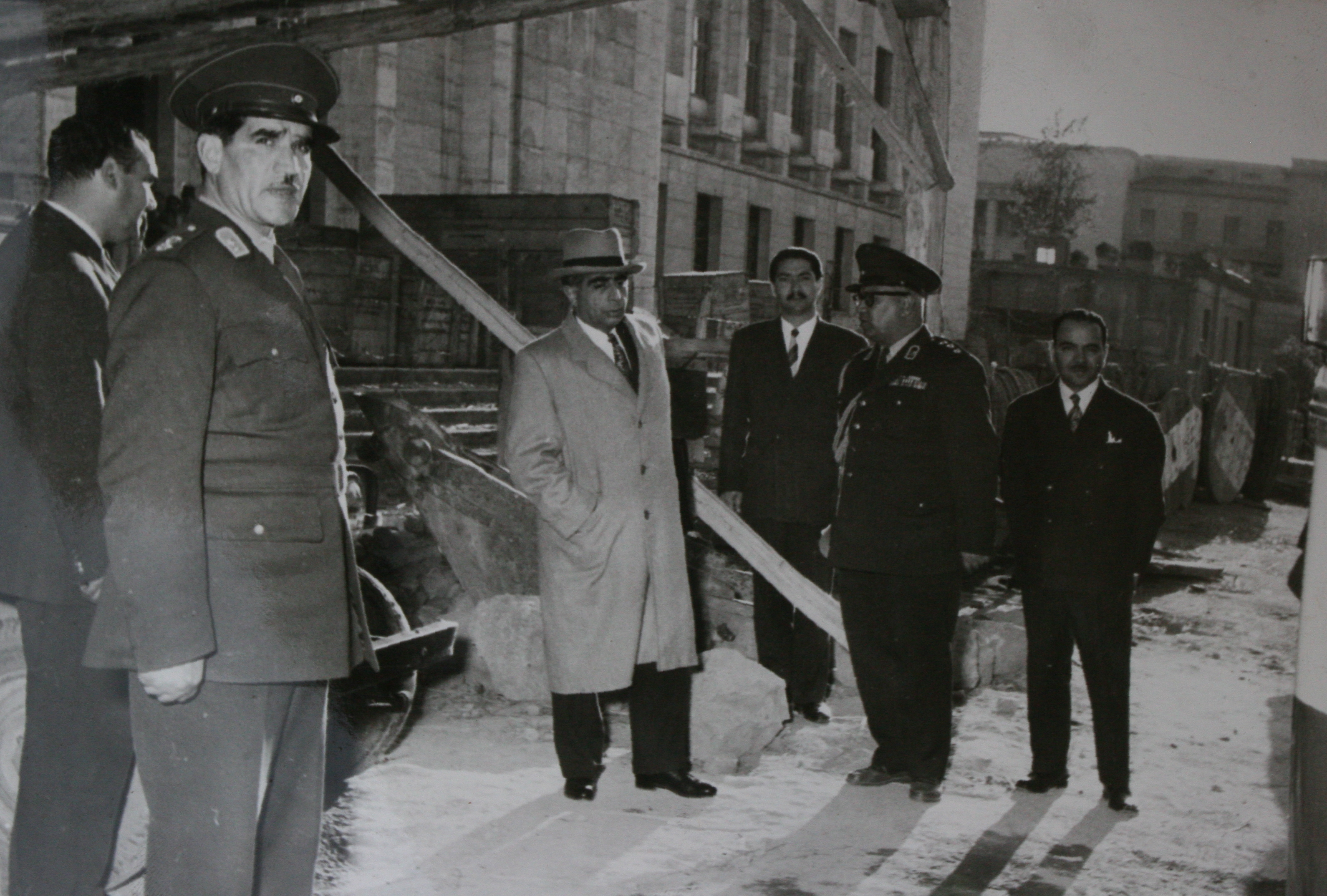
Ali Amini nach seiner Ernennung zum Premierminister

Ali Amini (anhörenⓘ; persisch علی امینی; * 12. September 1905 in Teheran; † 12. Dezember 1992 in Paris) war Premierminister Irans. Ali Amini war seit 1932 verheiratet mit Batul Vosough, der Tochter von Premierminister Hassan Vosough und Nichte von Premierminister Ahmad Qavam.

## Leben

### Frühe Jahre
Ali Amini kam am 12. September 1905 zur Welt. Sein Großvater Amin al-Dowleh war Premierminister unter Mozaffar ad-Din Schah gewesen. Seine Mutter Fachr al-Dowleh gehörte zu den einflussreichsten Frauen der Kadscharenfamilie. Reza Schah soll über die Mutter von Ali Amini gesagt habe: „Sie sei der einzige Mann, den die Kadscharen jemals hervorgebracht hätten.“
Ali besuchte das Dar-ol-Fonun-Gymnasium und war Klassenkamerad von Sadegh Hedayat. Nach dem Gymnasium ging er nach Frankreich und studierte an der Universität Grenoble Jura. Ali Amini hielt sich in Frankreich auf, als 1924 die Kadscharendynastie vorm iranischen Parlament abgesetzt und Reza Pahlavi zum neuen Schah bestimmt wurde.
Nach seiner Rückkehr arbeitete er für Ali-Akbar Davar im iranischen Justizministerium. Wenig später kehrte Amini zurück nach Frankreich, um in Volkswirtschaft zu promovieren. 1931 ging er wieder nach Iran und arbeitete auch dieses Mal für Davar, jetzt als Mitarbeiter des Finanzministerium.
Nach der anglo-sowjetischen Invasion Irans 1942 wurde Ali Amini stellvertretender Premierminister unter Ahmad Qavam, dem Onkel der Ehefrau von Amini. 1951 war Amini Minister im ersten Kabinett von Mossadegh, verlor aber seinen Posten nach einer Kabinettsumbildung.
Von 1956 bis 1958 war Amini Botschafter in den Vereinigten Staaten.

### Premierminister
Am 6. Mai 1961 wurde Amini Premierminister. Das Amt, das er so lange angestrebt hatte, sollte er allerdings nur kurze Zeit behalten. Bereits nach einem Jahr wurde Amini durch Asadollah Alam ersetzt.
Das Kabinett von Ali Amini war das erste, das einen offiziellen Berater für religiöse Fragen hatte. Amini versuchte die Geistlichkeit in die Regierungsarbeit miteinzubeziehen. Er fuhr sogar persönlich nach Qom und traf sich mit Chomeini. Chomeini übte scharfe Kritik an den Regierungspraktiken und prangerte insbesondere die Schulpolitik an, der er vorwarf, „Ungläubige zu produzieren“. Die Diskussion führte zu keiner Annäherung der unterschiedlichen Standpunkte.
Amini war der letzte Premierminister, der seine politischen Vorstellungen noch weitgehend unabhängig von den Entscheidungen Mohammad Reza Schahs umsetzen konnte. Amini versuchte die Rechte des Premierministers zu stärken und den Einfluss des Regenten auf seine verfassungemäße Rolle eines konstitutionellen Monarchen zu begrenzen. Amini suchte nicht nur die Aussöhnung mit der Geistlichkeit. Er wollte auch Politiker der Nationalen Front in seine Regierungsarbeit miteinbeziehen, um eine „Regierung der nationalen Versöhnung“ zu schaffen. So wählte er als Justizminister Nur al-Din Alamuti, ein ehemaliges führendes Mitglied der Kommunistischen Partei Irans. Zum Erziehungsminister bestimmte er Mohammad Derakscheh, ein führendes Mitglied der einflussreichen Lehrergewerkschaft.
Eine der innenpolitisch wichtigsten Entscheidungen der Regierung Amini war die Entlassung des Direktors des SAVAK General Teymur Bachtiar. Bachtiar wurde schon des längeren verdächtigt, einen Staatsstreich gegen den Schah vorzubereiten, und kaum war Bachtiar entlassen, begann er auch in aller Öffentlichkeit gegen Mohammad Reza Schah zu opponieren.
Die Ablösung der Regierung Amini sollte durch die Reise Mohammad Reza Schahs in die USA zu Präsident Kennedy ausgelöste werden. Kennedy, der dem Schah kritisch gegenüberstand und dringend Reformen anmahnte, meinte, dass Amini „verbraucht“ sei und jüngere Kräfte die Regierungsarbeit im Iran übernehmen müssten. Nach der Rückkehr Mohammad Reza Schahs nach Iran kam es zwischen Amini und Mohammad Reza Schah zu einem Disput über die Höhe des Verteidigungshaushalts, in dessen Verlauf Amini seinen Rücktritt anbot. Zu seiner Überraschung nahm Mohammad Reza Schah das Rücktrittsangebot, ohne zu zögern, an. Ab 19. Juli 1962 war Ali Amini nicht mehr Premierminister.
Amini hoffte allerdings darauf, schnell wieder in ein Regierungsamt berufen zu werden und lud in der Folgezeit ständig führende iranische Politiker in sein Haus zu politischen Gesprächen ein. Die Hoffnungen Aminis sollten sich allerdings nicht erfüllen.
In den späten 1970er-Jahren war Amini dann noch einmal für kurze Zeit im Gespräch, das Amt des Premierministers zu übernehmen, um eine Regierung der nationalen Versöhnung zu bilden. Mit einem Alter von 70 Jahren war Amini den sich anbahnenden Veränderungen allerdings nicht mehr gewachsen und wurde deshalb nicht berücksichtigt.

### Exil
Nach der sogenannten islamischen Revolution von 1979 verließ Ali Amini Iran in dem festen Glauben, bereits nach kurzer Zeit wieder in seine Heimat zurückkehren zu können. Es sollte ein Abschied für immer werden.
Im Exil versuchte Amini, eine Oppositionsgruppe gegen die Islamische Republik zu schaffen und die unterschiedlichsten Kräfte unter dem Banner der „nationalen Versöhnung zur Befreiung Irans“ zu sammeln. Als dann aber bekannt wurde, dass Amini mit 100.000 US-Dollar monatlich vom CIA unterstützt wurde, und damit seine Glaubwürdigkeit als ehrlicher Makler der nationalen iranischen Interessen schwer beschädigt worden war, beendete Amini seine Aktivitäten als Exilpolitiker.
Am 12. Dezember 1992 starb Ali Amini in Paris.